# Протизапальні засоби
Протизапальні засоби — лікарські препарати, що пригнічують запальну реакцію. Для пригнічення місцевої запальної реакції на слизових оболонках і шкірних покривах застосовують симпатоміметичні аміни (адреналін, ізадрин, ефедрин, нафтизин та ін.), в'яжучі засоби (танін та ін.), а також солі металів (ксероформ, дерматол, галуни, ацетат свинцю) та обволікуючі препарати. 
Стероїдні (глюкокортикоїди) та нестероїдні протизапальні засоби мають резорбтивну дію (поглинаються). Стероїдні протизапальні засоби, у тому числі напівсинтетичні — преднізон, преднізолон, дексаметазон, триамцинолон та інші, застосовуються (зовнішньо, всередину та у вигляді ін'єкцій) при недостатності функції кори надниркових залоз, лікуванні червоного вовчака, ревматизму, подагри, гепатиту, нефриту, бронхіальної астми та інших алергічних захворювань, шоку, недокрів'я тощо. Нестероїдні протизапальні засоби (різні за хімічним складом) — саліцилати (саліцилат натрію, ацетилсаліцилова кислота), антранілати (мефенамова к-та), похідні піразолону і піразолідину (амідопірин, анальгін, бутадіон), індолу (індометацин) та інші — виявляють багатосторонню дію, що забезпечує застосування їх при лікуванні ревматизму, плевриту, нефриту, запальних захворювань нервової системи, суглобів, м'язів тощо.